# John A. Bolger Jr.
John A. Bolger Jr. (* 22. Mai 1908; † 22. August 1990) war ein Tonmeister.

## Leben
Bolger arbeitete 1955 an drei Spielfilmen, sein Debüt war das Musical Mit Dynamit und frommen Sprüchen von Edward Buzzell. Im selben Jahr wirkte er an zwei Filmen des Regisseurs Jesse Hibbs mit, dem Kriegsfilm Zur Hölle und zurück und dem Western Mit roher Gewalt.
1976 war er für Robert Wises Katastrophenfilm Die Hindenburg gemeinsam mit Leonard Peterson, John L. Mack und Don Sharpless für den Oscar in der Kategorie Bester Ton nominiert, der Preis ging in diesem Jahr jedoch an Steven Spielbergs Horrorfilm Der weiße Hai.

## Filmografie (Auswahl)
- 1947: Singapur (Singapore)
- 1952: Unternehmen Rote Teufel (Red Ball Express)
- 1955: Ain’t Misbehavin’
- 1955: Mit roher Gewalt (The Spoilers)
- 1955: Zur Hölle und zurück (To Hell and Back)
- 1975: Die Hindenburg (The Hindenburg)

## Auszeichnungen (Auswahl)
- 1976: Oscar-Nominierung in der Kategorie Bester Ton für Die Hindenburg